# NGC 120
NGC 120 là một Thiên hà hình hạt đậu loại SB0? pec? có Cấp sao biểu kiến là 13.4 nằm trong chòm sao Kình Ngư. Nó được phát hiện vào ngày 27 tháng 9 năm 1880 bởi Wilhelm Tempel.